# Upplands runinskrifter 1154
Upplands runinskrifter 1154 är en vikingatida runsten av granit i Forsby, Simtuna socken och Enköpings kommun. Runstenen är 1,2 meter hög och 1,15 meter bred. Runhöjden är 4-7 centimeter. Stenen är inte signerad, men troligt är att runristaren Erik utfört ristningen.

## Inskriften
Translitterering av runraden:
frukaþr × raisti × stin + þina + (a)ftir + ihul + buata sin
Normalisering till runsvenska:
Frøygærðr ræisti stæin þenna æftiʀ Igul, boanda sinn.
Översättning till nusvenska:
Frögärd reste denna sten efter Igul, sin man.